# Campionati mondiali di tiro al bersaglio mobile 1967
I campionati mondiali di tiro 1967 furono la seconda edizione dei campionati mondiali di questo sport e si disputarono a Bologna.

## Risultati

### Uomini

#### Bersaglio mobile
| Evento        | Oro                                                                            | Oro       | Argento                                                        | Argento   | Bronzo                                                     | Bronzo    |
| Evento        | Atleta                                                                         | Risultato | Atleta                                                         | Risultato | Atleta                                                     | Risultato |
| 50m           | Martin Nordfors                                                                | 171       | Vladimir Veselov                                               | 164       | Stig Johansson                                             | 163       |
| 50m a squadre | Unione Sovietica A. Boutsis Igor' Nikitin Valerie Staratelev Vladimir Vesselov | 638       | Svezia Goete Gaard R. Jakobsson Sven Johansson Martin Nordfors | 624       | Stati Uniti R. Dickens J. Klingeter N. Skarpness R. Yeager | 587       |

## Medagliere
Nazione ospitante
| Posiz. | Nazione          | Oro | Argento | Bronzo | Totale |
| ------ | ---------------- | --- | ------- | ------ | ------ |
| 1      | Svezia           | 1   | 1       | 1      | 3      |
| 2      | Unione Sovietica | 1   | 1       | 0      | 2      |
| 3      | Stati Uniti      | 0   | 0       | 1      | 1      |